# Sở Hùng Diên
Sở Hùng Diên (chữ Hán: 楚熊延; trị vì: 875 TCN-848 TCN), tên thật là Hùng Diên (熊延) hay Mi Diên (羋延), là vị vua thứ 11 của nước Sở - chư hầu nhà Chu trong lịch sử Trung Quốc.
Ông nguyên tên là Hùng Chấp Tì (熊執疵), là con trai út của Sở Hùng Cừ, vua thứ 9 nước Sở và em Sở Hùng Chí, vua thứ 10 của nước Sở. Dười thời vua cha Hùng Cừ, nước Sở hùng mạnh, Hùng Cừ phong cho ba người con làm vương, trong đó Chấp Tì được phong Việt Chương vương. Sau khi Hùng Chí mất, Chấp Tì kế vị, cải tên là Hùng Diên. Ngoài ra có thuyết cho rằng ông đã giết con Hùng Chí đoạt ngôi.
Sử sách không ghi chép sự kiện xảy ra liên quan tới nước Sở trong thời gian ông làm vua.
Năm 847 TCN, Sở Hùng Diên chết. Con ông là Hùng Dũng lên kế vị.